# 阿尔莫阿林
阿尔莫阿林，是西班牙埃斯特雷马杜拉卡塞雷斯省的一个市镇。总面积94平方公里，总人口2081人（2001年），人口密度22人/平方公里。